# Peucetiërs

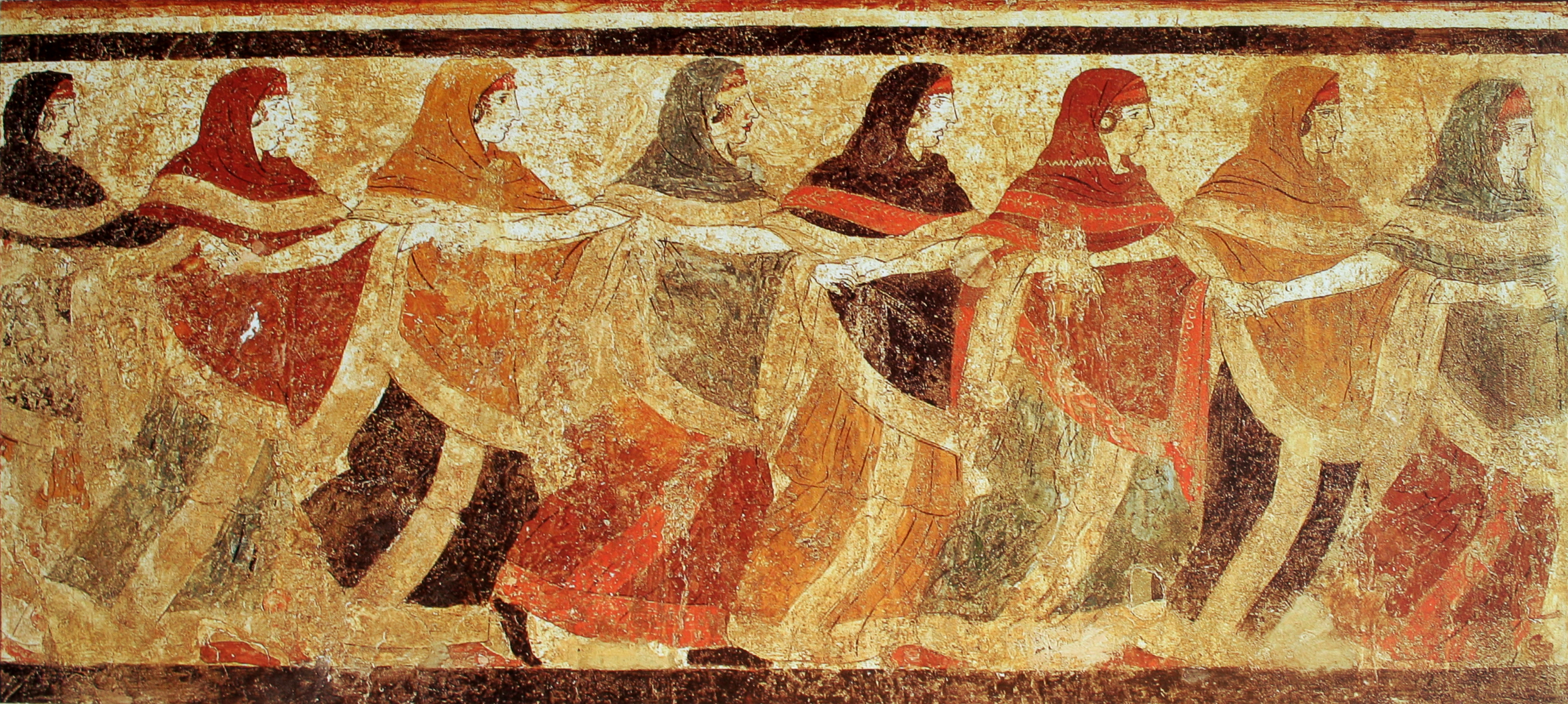
Fresco van dansende Peucetische vrouwen, in de Tombe van de Dansers in Ruvo di Puglia, 5e of 4e eeuw v. Chr.

De Peucetiërs waren een Iapygische stam, die in de klassieke oudheid West- en Centraal-Apulia bewoonde. Twee andere stammen, de Dauniërs en Messapiërs bewoonden resp. Noord- en Zuid-Apulia. 
De drie stammen spraken gezamenlijk Messapisch, maar hadden in de 7e eeuw v. Chr. ieder een eigen archeologische cultuur ontwikkeld. De Peucetiërs woonden in de regio Peucetia, die in het noorden begrensd was door de rivieren Ofanto en Murga, in het westen door de rivier Bradano en in het zuiden door de gebieden van de Griekse kolonie van Taras en de Messapiërs. De regio valt samen met de metropolitane stad van Bari en een deel van de provincie Taranto van vandaag. De Peucetiërs hadden drie belangrijke steden: Canosa, Silvium en Bitonto. 
Volgens Dionysius van Halicarnassus was Peucetis de voorvader van de stam. Peucetis was de zoon van de Arcadische Lycaon (zoon van Pelasgus) en de broer van Oenotrus. Toen Lycaon Arcadia onder zijn tweeëntwintig zonen wilde verdelen, werd Peucetis ertoe geïnspireerd elders zijn fortuin te zoeken. Lycaons slechtheid en de misdadigheid van de mensheid in het algemeen werd door Zeus bestraft met de zondvloed, zo vertelt Ovidius in zijn Metamorphosen. Deukalion en Pyrrha schiepen daarop een nieuwe mensengeslacht.